# Bruce J. Hargreaves
Bruce James Hargreaves (* 18. April 1942 in Stockton, Kalifornien) ist ein US-amerikanischer Botaniker. Seine Forschungsschwerpunkte sind Heilpflanzen und Sukkulenten, insbesondere aus den Familien der Hundsgiftgewächse und der Wolfsmilchgewächse. Sein botanisches Autorenkürzel lautet „Hargr.“.

## Leben
Hargreaves erlangte 1964 seinen Bachelor of Arts an der University of California, Santa Barbara. Im Juni desselben Jahres heiratete er seine Verlobte Polly. 1965 meldeten sie sich freiwillig zu den Friedenscorps, wo sie bis 1968 an einer Volksschule im Chitipa-Distrikt von Malawi unterrichteten. Anschließend kehrte das Paar in die Vereinigten Staaten zurück, wo Hargreaves an der University of North Carolina at Chapel Hill zum Master graduierte. 1974 wurde er mit der Dissertation Biological characteristics and immune responses of a virulent line of Plasmodium berghei yoelii über das Malaria-Virus zum Ph.D. an der New York University promoviert. Von 1975 bis 1976 war er Dozent am New York Medical Centre. Von 1976 bis 1981 war er Lecturer für Parasitologie an der Universität von Malawi. Von 1983 bis 1991 war er Professor sowie Leiter des Herbariums und des Botanischen Gartens der National University of Lesotho. 1992 wurde er Kurator am Natural History Museum of Botswana. Nach einigen Jahren in seiner Heimatstadt Bakersfield, Kalifornien, kehrte Hargreaves 2001 mit seiner Familie nach Botswana zurück und wurde Hauptkurator am Natural History Museum, zu dem auch der Botanische Garten gehört.
Hargreaves sammelte etwa 3000 Herbarbelege, die sich im Nationalherbarium und in den Botanischen Gärten von Malawi (MAL) befinden. 800 Einzelbelege werden im Herbarium der National University of Lesotho (ROML) aufbewahrt.
Hargreaves erstbeschrieb die Taxa Crassula qoatlhambensis, Euphorbia davyi ssp. maleolens, Euphorbia davyi ssp. tlapanensis und Euphorbia mafingensis.

## Schriften
- A history of man’s response to the Misuku Hills ecosystem, 1980
- (mit Mamotena Kali): A check-list of plants in Lesotho herbaria, 1985
- Succulent spurges of Malaŵi, 1987
- Poisonous Plants of Lesotho, 1989
- The succulents of Botswana: an annotated check list, 1990
- The Spurges of Botswana, 1991